# Sowetski (Mari El)
Sowetski (russisch Советский; Mari У Роҥго U Roňgo) ist eine Siedlung städtischen Typs in der Republik Mari El (Russland) mit 10.664 Einwohnern (Stand 14. Oktober 2010).

## Geographie
Der Ort liegt in der Wolgaregion knapp 40 Kilometer nordöstlich der Republikhauptstadt Joschkar-Ola am Flüsschen Ronga im Flusssystem des linken Wolga-Nebenflusses Kleine Kokschaga (Malaja Kokschaga).
Sowetski ist Verwaltungszentrum des gleichnamigen Rajons Sowetski.

## Geschichte
Der Ort entstand in den 1950er Jahren im Zusammenhang mit der Errichtung einer Möbelfabrik unmittelbar westlich des Dorfes Fokino, das seit 1953 Verwaltungssitz des Rajons Ronga war. Als Gründungsjahr der Siedlung Sowetski gilt 1958; in diesem Jahr wurde die Rajonverwaltung dorthin verlegt. 1960 erhielt auch der Rajon den Namen Sowetski, und 1965 der Ort den Status einer Siedlung städtischen Typs.
Der Ortsname auf Mari, U Roňgo, steht für Neu-Ronga und bezieht sich auf den Namen des Flusses und des sieben Kilometer südlich gelegenen Dorfes Ronga, nach dem der 1935 gegründete Rajon ursprünglich benannt war.

### Bevölkerungsentwicklung
| Jahr | Einwohner |
| ---- | --------- |
| 1959 | 2.088     |
| 1970 | 5.019     |
| 1979 | 7.750     |
| 1989 | 11.380    |
| 2002 | 10.806    |
| 2010 | 10.664    |

Anmerkung: Volkszählungsdaten

## Wirtschaft und Infrastruktur
Ortsbildendes Unternehmen ist eine große Möbelfabrik. Daneben gibt es Betriebe der Lebensmittelindustrie.
Durch Sowetski verläuft die Regionalstraße R 172 von Joschkar-Ola, wo sich auch die nächstgelegene Eisenbahnstation befindet, nach Urschum in der benachbarten Oblast Kirow.
Einige Kilometer östlich des Ortes steht ein 350 Meter hoher, 1984 errichteter Fernseh- und Radio-Sendemast.

## Weblink
- Foto des Sendemastes (Aufnahme vom 24. September 2007) (Memento vom 11. Oktober 2016 im Internet Archive; ursprünglich auf Panoramio)